# جوآن اسلونچفسکی
جوآن لین اسلونچفسکی (انگلیسی: Joan Slonczewski؛ زادهٔ ۱۴ اوت ۱۹۵۶) میکروبیولوژیست آمریکایی در کالج کنیون و نویسنده داستان‌های علمی-تخیلی است که به بررسی موضوعات زیست‌شناسی و سفرهای فضایی می‌پردازد. کتاب‌های او دو بار موفق به دریافت جایزه جان دبلیو کمبل برای بهترین رمان علمی-تخیلی شده‌اند: «دری به سوی اقیانوس» (۱۹۸۷) و «مرز نهایی» (۲۰۱۱). او به همراه جان دبلیو فاستر و اریک زینسر، کتاب درسی «میکروبیولوژی: دانشی در حال تکامل» (انتشارات دبلیو دبلیو نورتون) را تألیف کرده‌اند که هم‌اکنون در چاپ پنجم قرار دارد. وی همچنین برندهٔ جوایزی همچون جایزه کمبل شده است.

## زندگی‌نامه
اسلونچفسکی در ۱۴ اوت ۱۹۵۶ در هاید پارک نیویورک متولد شد و در کاتونا نیویورک بزرگ شد. او در سال ۱۹۷۷ مدرک کارشناسی زیست‌شناسی را با درجه ممتاز از کالج برین مایر دریافت کرد. اسلونچفسکی در سال ۱۹۸۲ موفق به اخذ مدرک دکترای بیوفیزیک مولکولی و بیوشیمی از دانشگاه ییل شد و دوره پسادکتری خود را در دانشگاه پنسیلوانیا سپری کرد، جایی که بر روی جریان کلسیم در کموتاکسی لوکوسیت‌ها مطالعه می‌کرد. از سال ۱۹۸۴ در کالج کنیون به تدریس مشغول بوده و مرخصی‌های مطالعاتی خود را در دانشگاه پرینستون و دانشگاه مریلند در بالتیمور گذرانده است. تحقیقات او بر روی پاسخ استرس pH (محیطی) در اشرشیاکلی و باسیلوس سوبتیلیس با استفاده از تکنیک‌های ژنتیکی متمرکز است.
اسلونچفسکی هم دروس زیست‌شناسی و هم دوره‌های داستان‌نویسی علمی-تخیلی را تدریس می‌کند. از سال ۱۹۹۶ تا ۲۰۰۸، او موفق به دریافت کمک‌های مالی مؤسسه پزشکی هوارد هیوز برای آموزش علوم زیستی در مقطع کارشناسی شده است که از این منابع برای بهبود آموزش علوم و ایجاد بورسیه‌های علمی تابستانی برای دانشجویان اقلیت و نسل اولی استفاده کرده است.
دکتر اسلونچفسکی در فوریه ۲۰۱۱ به عنوان سخنران علمی هال کلمنت در کنوانسیون بوسکون ۴۸ حضور یافت. او همچنین عضو جامعه دوستان (کویکرها) است و آموزه‌های کویکری در بسیاری از رمان‌های او به چشم می‌خورد.

## حرفه نویسندگی
اسلونچفسکی در آثار علمی-تخیلی خود به بررسی پیوندهای عمیق بین زیست‌شناسی و فناوری‌های آینده می‌پردازد. رمان «دری به سوی اقیانوس» که در سال ۱۹۸۷ منتشر شد، داستان تمدنی زنانه را روایت می‌کند که با استفاده از مهندسی ژنتیک پیشرفته، سیاره‌ای آبی را به تسخیر خود درآورده‌اند. این اثر که برنده جایزه جان دبلیو کمبل شد، به دلیل پرداختن به موضوعات اکوفمینیستی و اخلاق زیستی مورد تحسین منتقدان قرار گرفت. رمان بعدی او با عنوان «مرز نهایی» که در سال ۲۰۱۱ منتشر شد، ترکیبی جذاب از میکروبیولوژی و ماجراجویی‌های فضایی را ارائه می‌دهد و بار دیگر جایزه کمبل را برای او به ارمغان آورد.

## فعالیت‌های آموزشی و پژوهشی
در کالج کنیون، اسلونچفسکی به عنوان استاد تمام زیست‌شناسی مشغول به تدریس است. او با استفاده از تجربه‌های نویسندگی خود، روش‌های نوینی برای آموزش مفاهیم پیچیده علمی به دانشجویان ابداع کرده است. آزمایشگاه او در کالج کنیون به مطالعه مکانیسم‌های مولکولی پاسخ باکتری‌ها به شرایط اسیدی و قلیایی محیط می‌پردازد. تحقیقات او در این زمینه منجر به انتشار مقالات متعددی در مجلات معتبر علمی شده است. کتاب درسی میکروبیولوژی او که هم‌اکنون به عنوان یکی از منابع استاندارد در بسیاری از دانشگاه‌های آمریکا تدریس می‌شود، به دلیل رویکرد پویا و به‌روز به مفاهیم میکروبیولوژی مورد توجه جامعه علمی قرار گرفته است.

## تعاملات علمی و اجتماعی
اسلونچفسکی به عنوان یک دانشمند و نویسنده زن، همواره از حضور بیشتر زنان در علوم پایه و نویسندگی علمی-تخیلی حمایت کرده است. او در مصاحبه‌های متعدد بر اهمیت تنوع در علوم تأکید داشته و برنامه‌های متعددی برای تشویق دانشجویان زن و اقلیت‌ها به پژوهش‌های علمی طراحی کرده است. عضویت او در جامعه کویکرها نیز بر نگرش انسان‌محور و صلح‌جویانه آثارش تأثیر گذاشته است، به طوری که بسیاری از رمان‌های او به بررسی اخلاقیات پیشرفت‌های علمی و مسئولیت اجتماعی دانشمندان می‌پردازند.